# Tuila
Tuila – osada na Saharze w południowo-zachodniej Algierii na granicy z Mauretanią.